# Pterolophia truncata
Pterolophia truncata är en skalbaggsart som beskrevs av Stefan von Breuning 1961. Pterolophia truncata ingår i släktet Pterolophia och familjen långhorningar. Inga underarter finns listade i Catalogue of Life.